# Gemma Atkinson
Gemma Louise Atkinson (Bury, 16 de novembro de 1984) é uma atriz, personalidade de televisão e glamour e modelo de lingerie britânica. Ela é mais conhecida por interpretar Lisa Hunter em Hollyoaks (2001-2005) e em três spin-off da série, Hollyoaks: After Hours (2004), Hollyoaks: Let Loose (2005) e Hollyoaks: In The City(2006); por estrelar em Soapstar Superstar (2007) e eu sou uma celebridade, Get Me Out of Here! (2007); e para jogar Tamzin Bayle em Casualty (2011-2014) e Carly Esperança, em Emmerdale (2015-presente). Ela teve um pequeno papel em Waterloo Road em série 7-episode 2 (2011).